# Константин Родофиникин
Константин Константинович Родофиникин (рус. Константин Константинович Родофиникин; 1760—1838) био је руски дипломата, шеф руске мисије у Србији (1808—1813) и члан Државног савета Руске Империје.

## Начелник Азијског департмана МИД-а
Дипломатско искуство и знање довешће касније Родофиникина на место начелника Азијског департмана рускога Министарства иностраних дела (најзаначајнијег – касније преименованог у Први департман МИД-а, који води све послове везане за Цариград и Источно питање, што је је најважније поприште руске спољне политике). На том положају Родофиникин ће остати од 1819. до 1837. године.